# イオンモール札幌発寒

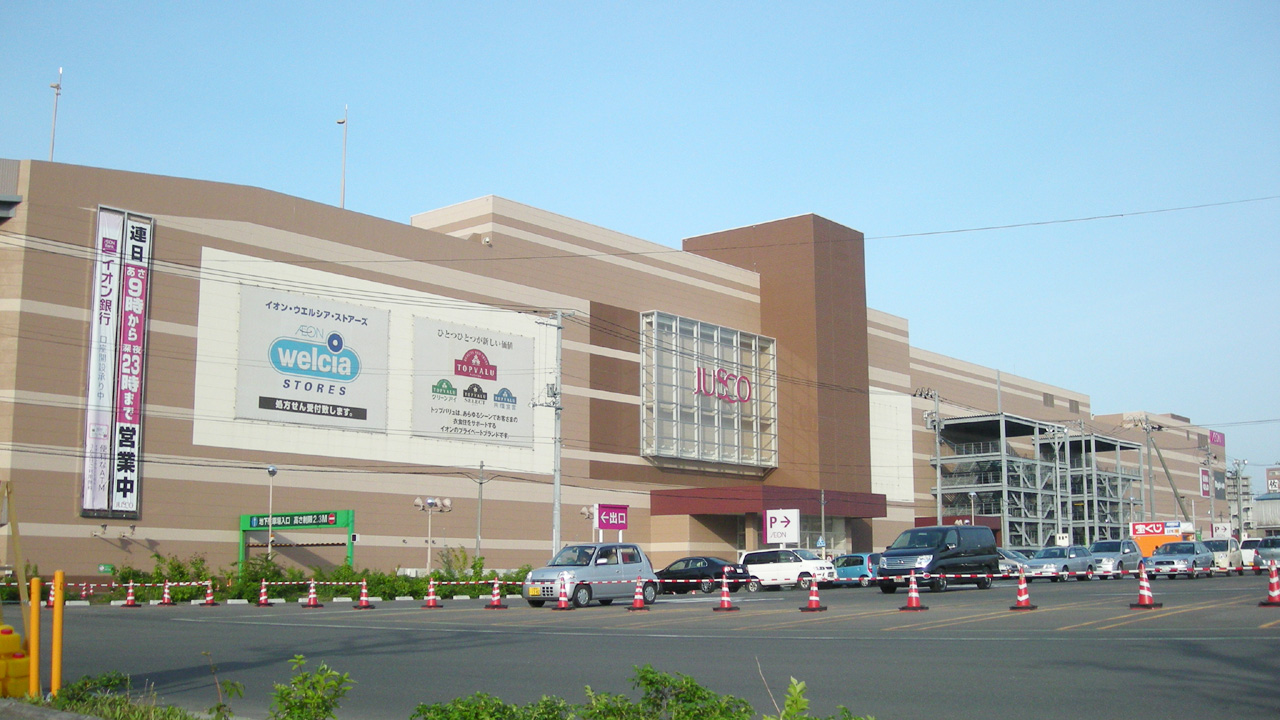
イオン札幌発寒ショッピングセンター時代の外観（2009年5月）

イオンモール札幌発寒（イオンモールさっぽろはっさむ）は、北海道札幌市西区発寒に所在するモール型ショッピングセンターである。
イオン北海道株式会社が三菱商事とともに発寒SC特定目的会社を通じて開発・運営している。

## 概要
総合スーパージャスコを核店舗として2006年（平成18年）10月26日に開業した。
その後、核店舗の「ジャスコ札幌発寒店」は、2011年（平成23年）3月1日にイオングループの総合スーパーをイオンに店名統一することに伴って「イオン札幌発寒店」に改称した。
2011年（平成23年）から進められたイオンの大型ショッピングセンターの名称の「イオンモール」への統一に伴い、同年11月21日には「イオン札幌発寒ショッピングセンター」から「イオンモール札幌発寒」に改称した。
当施設はファッション関連のショッピングセンターへの出店常連企業で構成される研究会SPACによる2006年（平成18年）春から2007年（平成19年）春に開業した主要大型ショッピングセンターの成績を出店したテナント企業のアンケート回答の集計で、集客力と売上では最下位で利益でもワースト2位となり、同期間における最悪の新設ショッピングセンターとの評価を受け2008年（平成20年）度に多数のテナントが退店することになった。

## 主なテナント
核店舗のイオン札幌発寒店のほか、約150の専門店テナントが出店している。
出店テナント全店の一覧・詳細情報は公式サイト「フロアガイド」を、営業時間およびATMを設置する金融機関の詳細は公式サイト「インフォメーション」を参照。

## アクセス
2016年3月まではジェイ・アール北海道バスにより運行される宮の沢駅・発寒南駅などからの路線や、宮の沢駅からは無料送迎バスが運行されていたが2016年3月末日で廃止となった。
現在の最寄は北海道中央バス（新川営業所）の「イオンモール札幌発寒」、ジェイ・アール北海道バス（札樽線）の「発寒8条12丁目」となった。